# That! Feels Good!
That! Feels Good! é o quinto álbum de estúdio da cantora e compositora inglesa Jessie Ware, lançado em 28 de abril de 2023 através da PMR Records e da EMI Records. Ware compôs todas as canções ao lado de Shungudzo, Danny Parker, Clarence Coffee Jr., Sarah Hudson e dos co-produtores do álbum Stuart Price e James Ford, que haviam trabalhado com Ware em seu álbum anterior, What's Your Pleasure?.

## Antecedentes e lançamento
O álbum foi lançado em 28 de abril de 2023, três anos após o lançamento do quarto álbum de estúdio de Ware, What's Your Pleasure?, elogiado pela crítica por sua sonoridade "inspirada emmúsica disco". A Pitchfork classificou o álbum na sua lista "Os 34 Álbuns Mais Antecipados de 2023", com Marc Hogan afirmando que "Ware se manteve dentro da área de 'sexo e dança'" com o lançamento de "Free Yourself" em 19 de julho de 2022 como um "aperitivo" para o álbum.
Ware adiantou faixas de vários gêneros incluindo R&B, house e soul. Em uma entrevista para o podcast "RPS Presents" do Primavera Sound como "Remember Where You Are" mas "com mais soul."
O título do álbum foi anunciado extraoficialmente em janeiro através de uma série de painéis publicitários em Londres. Em 3 de fevereiro de 2023, ele foi confirmado por Ware em uma publicação no Twitter, seguida pelo lançamento do single "Pearls" em 9 de fevereiro. O ponto de exclamação que segue "That" no título do álbum e em sua primeira faixa foi uma escolha de Shungudzo, que já havia colaborado com Ware em What's Your Pleasure?.
Um trecho de "Pearls" foi lançado em 6 de fevereiro, com a faixa sendo lançada em 9 de fevereiro seguindo uma apresentação no programa The Zoe Ball Breakfast Show na BBC Radio 2. "Begin Again" foi lançada como o terceiro single do álbum em 13 de abril de 2023.

## Composição

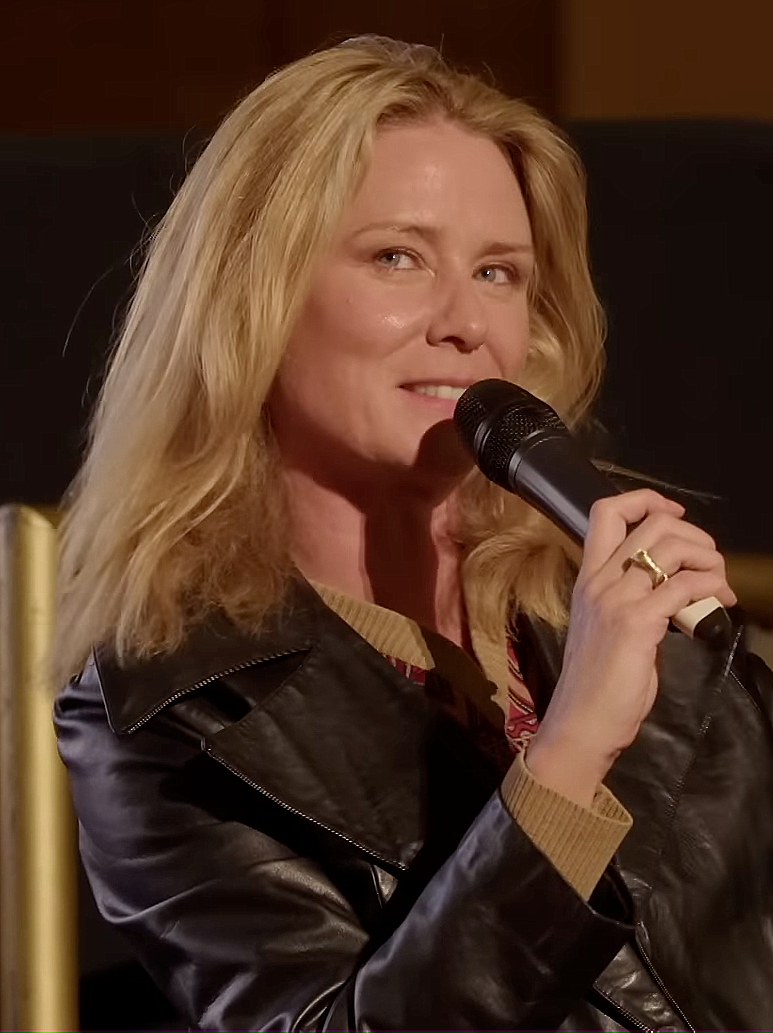
Róisín Murphy gravou seus vocais para "That! Feels Good!" no banheiro de um aeroporto.

A faixa-título "That! Feels Good!" abre o álbum e inclui vocais adicionais de diversas celebridades ecoando a frase, incluindo a cantora Kylie Minogue (que já havia trabalhado com Jessie Ware no single "Kiss of Life" em 2021), a atriz Gemma Arterton (que apareceu no videoclipe de "Remember Where You Are") e Róisín Murphy, que gravou seus vocais no banheiro de um aeroporto. Os apelos de Ware de "just remember, pleasure is a right" (lit. "lembre-se, o prazer é um direito) são acompanhados por uma "linha de baixo flexível e sincopada". Os versos da faixa foram comparados por Eric Bennet da revista Paste ao rap na canção "Rapture" da banda estadunidense Blondie.
A segunda faixa, "Free Yourself", foi lançada como o primeiro single do álbum em julho de 2022 depois de uma apresentação de Ware no Festival de Glastonbury daquele ano. A canção de Italo disco usa uma faixa de teclado remanescente do gênero diva house antes de Ware se dirigir diretamente ao ouvinte pedindo que ele "keep on moving up that mountain top [...] if it feels so good then baby, baby don't you stop" (lit. "continue subindo ao topo da montanha [...] se é tão bom então baby, baby não pare"). "Pearls" é a terceira faixa do álbum e foi lançada como seu segundo single em fevereiro de 2023. A faixa de música "disco evangelista e ascendente" vê Ware "pintar uma imagem tridimensional" de si mesma: "I'm so 9-to-5, I'm a lady / I'm a lover, a freak and a mother" (lit. "eu são tão 9-às-5, sou uma dama / sou uma amante, uma louca e uma mãe"). O álbum então desacelera para "Hello Love", uma faixa inspirada por artistas como Donny Hathaway e The Gap Band.
A quinta faixa do álbum é "Begin Again", o terceiro single lançado em abril de 2023 e a última faixa no lado A do vinil. A canção foi inspirada pelas viagens de Ware ao Brasil e inclui metais do grupo musical Kokoroko. Ware pergunta "why does all the purest love get filtered through machines?" (lit. "por que todo o amor mais puro é filtrado por máquinas?") no pré-refrão. A cantora jocosamente disse que a frase "provavelmente veio" de ter que escrever a canção à distância através de videochamadas, mais tarde elaborando sobre "ser uma prisioneira das telas". "Beautiful People" celebra a vida noturna e a comunidade de pessoas que você encontra quando a vive: "beautiful people are everywhere" (lit. "pessoas bonitas estão por toda a parte"), repete Ware com uma energia "de ping-pong". A canção de French house "Freak Me Now" vê Ware "solta e agitada", incluindo um "refrão eufórico" similar a "If You Ain't Got No Money" de Raheem the Dream.
A parte final do álbum, versos recitados em "Shake the Bottle" contam histórias fictícias de ex-amantes de Ware: "Benny wants what Benny gets, broken hearts and cigarettes / I really liked Jackson but he lived too far away / Eddy was romantic but he never, ever paid" (lit. "Benny consegue o que Benny quer, corações partidos e cigarros / eu gostava muito de Jackson mas ele vivia muito longe / Eddy era romântico mas nunca, nunca pagava"). Ware comparou o melodrama da canção a lip syncs em RuPaul's Drag Race. A faixa foi inspirada em "Vogue", Grace Jones e em The B-52s; a natureza camp da canção foi comparada por Adam White do The Independent a "Money Can't Buy You Class" da socialite e cantora estadunidense Countess LuAnn. "Lightning", uma "música lenta e turva de trip hop", vê Ware retornando a suas raízes de R&B, se inspirando em Sade, Madlib e Drake. A faixa final "These Lips" encerra o álbum com "uma última dose de escapismo", com uma introdução recitada que sugere um retorno ao início do projeto.

## Recepção crítica
| Críticas profissionais | Críticas profissionais |
| Pontuações agregadas   | Pontuações agregadas   |
| Fonte                  | Avaliação              |
| ---------------------- | ---------------------- |
| AnyDecentMusic?        | 8.3/10                 |
| Metacritic             | 89/100                 |
| Avaliações da crítica  |                        |
| Fonte                  | Avaliação              |
| AllMusic               | [ 30 ]                 |
| Clash                  | 8/10                   |
| Financial Times        | [ 31 ]                 |
| The Guardian           | [ 32 ]                 |
| i                      | [ 23 ]                 |
| NME                    | [ 19 ]                 |
| Paste                  | 8.2/10                 |
| Pitchfork              | 8.3/10                 |
| The Skinny             | [ 24 ]                 |
| The Times              | [ 34 ]                 |
| The Daily Telegraph    | [ 35 ]                 |

That! Feels Good! foi bem recebido pela crítica em geral. Ware foi elogiada por seu "humor retrô", criando um "tour de force maximalista com sons pop lustrosos." No site agregador de críticas Metacritic, o álbum recebeu uma nota média agregada de 89 de um total de 100 com base em 19 críticas, indicando "aclamação universal", e tornando-se o álbum mais bem avaliado da artista. O agregador AnyDecentMusic? deu a That! Feels Good! uma nota de 8.3 de 10 com base na sua avaliação do consenso da crítica.
Analisando o álbum para a AllMusic, Andy Kellman afirmou que, "vocalmente, Ware encontrou outra engrenagem, apresentando suas performances mais imponentes enquanto se diverte com seus cantores de apoio." Ludovic Hunter-Tilney da Financial Times elogiou o álbum por mudar para "uma sonoridade mais baseada em funk e soul", comparando o single "Pearls" ao "ataque vocal majestoso" de Chaka Khan. Eric Bennett da Paste escreveu: "parte Confessions on a Dance Floor de Madonna, parte 'Money Can't Buy You Class' de Countess LuAnn, That! Feels Good! é um álbum de canções excelentes, iluminadas por uma bola de espelhos, e de um liricismo obsceno. É a melhor coleção de trabalhos de Ware até hoje." Alexis Petridis do The Guardian o descreveu como "música pop feita por pessoas que realmente sabem o que estão fazendo."
Sophie Williams da NME disse que esse é o "melhor álbum da carreira" de Ware, considerando-o uma "experiência transformadora". Julianne Escobedo Shepherd da Pitchfork elogiou sua versão inspirada de música disco, chamando-o de "um álbum de renovação do gênero que é meticulosamente fiel ao seu material de origem, mas não soa como uma repetição limitada."

## Alinhamento de faixas
| Lista de faixas de That! Feels Good! |                     |                                                        |                |         |  |
| N.º                                  | Título              | Compositor(es)                                         | Produtor(es)   | Duração |  |
| 1.                                   | "That! Feels Good!" | Jessie Ware James Ford Shungudzo Kuyimba Daniel Parker | Ford           | 4:22    |  |
| 2.                                   | "Free Yourself"     | Ware Clarence Coffee Jr. Stuart Price                  | Price          | 3:54    |  |
| 3.                                   | "Pearls"            | Ware Coffee Jr. Sarah Hudson Price                     | Price          | 4:03    |  |
| 4.                                   | "Hello Love"        | Ware Ford Kuyimba Parker                               | Ford           | 4:42    |  |
| 5.                                   | "Begin Again"       | Ware Ford Kuyimba Parker                               | Ford           | 5:24    |  |
| 6.                                   | "Beautiful People"  | Ware Ford Kuyimba Parker                               | Ford           | 3:35    |  |
| 7.                                   | "Freak Me Now"      | Ware Coffee Jr. Price                                  | Price          | 3:28    |  |
| 8.                                   | "Shake the Bottle"  | Ware Ford Kuyimba Parker                               | Ford           | 3:23    |  |
| 9.                                   | "Lightning"         | Ware Coffee Jr. Price                                  | Price          | 3:10    |  |
| 10.                                  | "These Lips"        | Ware Ford Kuyimba Parker                               | Ford           | 4:21    |  |
| Duração total:                       | Duração total:      | Duração total:                                         | Duração total: | 40:22   |  |

Nota
- "That! Feels Good!" inclui vocais adicionais não creditados de Kylie Minogue, Róisín Murphy, Gemma Arterton, Benny Blanco, Clara Amfo, Aisling Bea, Hayley Squires, Jamie Demetriou e da mãe de Ware, Lennie.[13]

## Créditos
Musicistas
| - Jessie Ware – vocais - James Ford – baixo, bateria, guitarra, teclado, percussão, programação, sintetizador (faixas 1, 4–6, 8, 10), arranjo de trombetas (1, 4–6, 10), arranjo de instrumentos de corda (4, 5) - Danny Parker – vocais de apoio (1, 4–6, 8, 10) - Nile Bailey – vocais de apoio (1, 3–6, 8, 10) - Elize Kellman – vocais de apoio (1, 4–6, 8, 10) - Shanice Steele – vocais de apoio (1, 4–6, 8, 10) - Shungudzo Kuyimba – vocais de apoio (1, 4–6, 8, 10) - Sheila Maurice Grey – arranjo de trombetas, trompete (1, 4–6, 10) - Dan Grech-Marguerat – programação (1, 4–6, 8–10) - Chelsea Carmichael – saxofone tenor (1, 4–6, 10) - Viva Msimang – trombone (1, 4–6, 10) | - Dave Okumu – bateria (1, 6, 8) - Stuart Price – vocais de apoio, baixo, guitarra, teclado (2, 3, 7, 9), bateria, piano (2), programação de bateria (3, 7, 9) - Clarence Coffee Jr. – vocais de apoio (2, 3, 7) - Atlantic Horns – trombetas (2) - Adenikè Adenaike – vocais de apoio (3, 7) - Adam Blake – teclado adicional (3) - Sarah Hudson – vocais de apoio (3) - Laura Moody – violoncelo (4, 5) - Richard Jones – arranjo de instrumentos de corda, viola (4, 5) - Emma Smith – violino (4, 5) - Jennymay Logan – violino (4, 5) |

Técnicos
- James Ford – produção, engenharia (1, 4–6, 8, 10)
- Stuart Price – produção, engenharia (2, 3, 7, 9), mixagem (2, 3, 7)
- Stuart Hawkes – masterização
- Dan Grech-Marguerat – mixagem (1, 4–6, 8–10)
- Matt Jaggar – engenharia (1, 4–6, 8–10)
- Shungudzo Kuyimba – produção vocal (1)
- Charles Haydon Hicks – assistência de mixagem (1, 4–6, 8–10)
- Luke Burgoyne – assistência de mixagem (1, 4–6, 8–10)
- George Chung – assistência de engenharia (1, 4–6, 8, 10)

## Histórico de lançamento
| Região | Data                | Formato(s)                                       | Edição   | Gravadora(s) | Refs.                              |
| ------ | ------------------- | ------------------------------------------------ | -------- | ------------ | ---------------------------------- |
| Várias | 28 de abril de 2023 | Fita cassete CD download digital vinil streaming | Standard | PMR EMI      | [ 36 ] [ 37 ] [ 38 ] [ 39 ] [ 40 ] |